# Erannis rara
Erannis rara är en fjärilsart som beskrevs av Inoue 1955. Erannis rara ingår i släktet Erannis och familjen mätare. Inga underarter finns listade i Catalogue of Life.